# Bača
Bača je 22 kilometrov dolga reka v Severno primorski regiji, ki izvira v bližini naselja Bača pri Podbrdu in oblikuje okrog 30 km dolgo dolino, imenovano Baška grapa. Pri naselju Bača pri Modreju se izliva v reko Idrijco kot njen zadnji desni pritok, tik preden se ta izlije v Sočo.